# Concílio Germânico
O Concílio Germânico foi a primeira e mais importante assembléia Católica realizada nas áreas situadas ao leste do Reino Franco, onde hoje é a Alemanha.

## Antecedentes
O monge-missionário anglo-saxão Winfrido ou Bonifácio, denominado o apóstolo dos alemães, recebera de Carlomano, filho de Carlos Martel, a incumbência de reformar a igreja na Austrásia. O processo de “reforma” havia sido iniciado desde Pepino de Herstal (avô de Carlomano), diminuiu em volume durante o reinado de Carlos Martel, cuja intenção primeira era fortalecer aos senhores feudais e agora teria lugar, sendo retomado por Bonifácio. Bonifácio, dentro de suas prerrogativas, encetou a convocação de um concílio, o assim chamado Concilium Germanicum e que seria o primeiro de três “concílios da reforma”,  e que tendia na verdade por retomar ou reorganizar a igreja franca. 
A igreja na região tinha sofrido em muito com a desastrosa atuação politico-religiosa de Carlos Martel, o qual negligenciou em demasia o estado religioso por conta de guerras civis, barganhas políticas, partilhas e concessões de propriedades da igreja à nobreza local e regional e a nomeação de leigos [nobres] para ocupar cargos religiosos dos mais diversos. Ele, Carlos Martel, despudoradamente confiscava terras da Igreja para recompensar aos nobres que o apoiavam e também pagar o exército permanente que mantinha e que lhe deu a vitória em Tours, no ano de 742.
Assim como o avô e diferentemente do pai, mas pensando de um modo diferente de ambos e sendo um homem profundamente religioso, Carlomano via a necessidade de fortalecer os laços entre a sua casa [os carolíngios e a Igreja. Então, procurou aumentar as posses da Igreja. Ele doou, por exemplo, as terras para uma das mais importantes fundações de Bonifácio, o mosteiro de Fulda.

## Histórico
Mas, entrementes, foi em meio a este estado de coisas que o monarca Carlomano, convocou o chamado Concilium Germanicum que foi o primeiro grande encontro eclesiástico que incluiu as regiões orientais do reino Franco (ou seja a Austrásia, onde hoje, basicamente, é a Alemanha).
O concílio se reuniu em  21 de abril de 742 e o monarca Carlomano foi o peso e a medida do do mesmo, o qual foi dirigido por ambos ele e Bonifácio e onde se fizeram presentes seis outros bispos de dioceses pertencentes ao reino. O local onde se realizou o concílio é desconhecido, mas é notório que ele teve consequências importantes, particularmente no reforço da disciplina e organização da Igreja da Austrásia.
As pretensões de Bonifacio, com as reuniões conciliares era, entre outras coisas, a de retomar o patrimônio  e propriedades da igreja anteriormente apreendidos pelo pai de Carlomano, Carlos Martel, os resultados todavia, senão em pequena parcela, não seriam satisfatórios, uma vez que mesmo imbuído de um zelo especial pelas coisas eclesiásticas, Carlomano temia arriscar uma revolta de seus subordinados feudais. Mesmo assim é consenso entre os historiadores que o Concilium Germanicum significou, além de um significativo triunfo político, o ápice das atuações do missionário Bonifácio.

## Decisões do concílio
Sínodo decretou que os bispos só podiam nomear padres; eles [os Bispos] deveriam visitar com frequência sua diocese; os padres foram proibidos de carregar, de manter armas ou caçar; eles [os padres] não poderiam possuir mulheres em suas casas e que era uma de suas tarefas primordiais erradicar as crenças pagãs e além disso deveriam fazer relatórios anuais de sua igreja ao seu bispo superior e todos os mosteiros, a partir daquele momento deveriam seguir as regras de São Bento.